# Squash nos Jogos Insulares de 2019
Nos Jogos Insulares de 2019, as partidas de squash serão disputadas entre os dias 7 e 12 de julho no Europa Sports Complex – Squash Centre, em Gibraltar. 

## Resultados[2]
| Evento               | Ouro                                        | Prata                                     | Bronze                                     |
| -------------------- | ------------------------------------------- | ----------------------------------------- | ------------------------------------------ |
| Masculino individual | Ilhas Cayman Cameron Stafford               | Ilha de Man David Norman                  | Guernsey Janick Radford                    |
| Feminino individual  | Ilhas Cayman Marlene West                   | Guernsey Natalie Dodd                     | Ilha de Wight Amelie Haworth               |
| Duplas masculinas    | Ilhas Cayman Julian Jervis Jake Kelly       | Gibraltar Anthony Brindle Christian Navas | Jersey Scott Gautier Anthony Harkin        |
| Duplas femininas     | Ilhas Cayman Eilidh Bridgeman Jade Pitcairn | Guernsey Natalie Dodd Karen Robinson      | Ilha de Wight Fleur England Amelie Haworth |
| Duplas mistas        | Ilhas Cayman Cameron Stafford Marlene West  | Guernsey Natalie Dodd Laurence Graham     | Bermuda Rachel Barnes Anthony Fellowes     |
| Equipes              | Ilhas Cayman                                | Jersey                                    | Guernsey                                   |